# Opisthopappus
Opisthopappus, monotipski rod glavočika smješten u tribus Anthemideae. Jedina je vrsta O. taihangensis, kineski endem s planina Taihang u provincijama Henan, Hebei i Shanxi

## Sinonimi
- Chrysanthemum taihanense Y.Ling
- Opisthopappus longilobus C.Shih